# Communauté rurale de Méouane
La communauté rurale de Méouane est une communauté rurale du Sénégal située à l'ouest du pays. 
Elle fait partie de l'arrondissement de Méouane, du département de Tivaouane et de la région de Thiès.

## Villages
- Yeuma
- Massar
- DIAMA THIENE